# Eupithecia morosa
Eupithecia morosa är en fjärilsart som beskrevs av András Vojnits 1976. Eupithecia morosa ingår i släktet Eupithecia och familjen mätare. Inga underarter finns listade i Catalogue of Life.